# باد زالتسونغن
باد زالزونغن (بالألمانية: Bad Salzungen) هي بلدة ألمانية تقع في ألمانيا في تورينغن. يقدر عدد سكانها بـ 16,542 نسمة .

## المدن التوأمة
مدن ميزوكوفشد، ستراكونيتسه، باد هرسفلد وIshøj هي مدن توأمة لـباد زالزونغن.

## أعلام
- ألكساندر تسيكلر
- فيليب مارشال
- أكسل كوتش
- مارك زيمارمان
- جيرهارد أونغر